# Shoma Mizunaga
Shoma Mizunaga (水永 翔馬 Mizunaga Shoma?), född 22 maj 1985 i Miyazaki prefektur, är en japansk fotbollsspelare.
Mizunaga började sin karriär 2004 i Honda Lock SC. Han spelade 131 ligamatcher för klubben. 2011 flyttade han till V-Varen Nagasaki. Efter V-Varen Nagasaki spelade han för Zweigen Kanazawa och Giravanz Kitakyushu.